# Ютрейп
Ютрейп (нід. Jutrijp) — село в нідерландській провінції Фрисландія. Входить до муніципалітету Південно-Західна Фрисландія.
Його площа становить 6,08км², а населення станом на 2021 рік складало 275 осіб.
Перша згадка про населений пункт датується 1482 роком.